# 盛國政
盛國政（17世紀—1676年），字寰宇，紹興府山陰縣人，明朝、南明軍事人物。

## 生平
盛國政身體健壯，身長八尺，少年時經常來往宣府和大同，精通兵法和騎射。崇禎十三年（1640年），他在武進士殿試獲得第三，授官福建巡撫後營守備。張肯堂看到他的才能，遷任延平參將；崇禎十七年（1644年）改到杉關任職。汀州大帽山的簾子洞有閻王和豬婆作亂，華玉提倡撫平，但他們更為橫行無忌；張肯堂命令盛國政討伐，他射殺豬婆，於是賊人散去，並綁住閻王投降，簾子洞因此平定，又充公洞內的財物，罷去二省士兵，之後擢升為福寧總兵。弘光帝繼位，盛國政帶兵到南京，被馬士英阻止；隆武帝到福建，他勸說隆武帝稱監國，等待出關才稱帝；而隆武帝最後稱帝，卻未加他官位。不久朝廷商議戰事攻守，他請求出發到衢州府和廣信府，號召三吳與江右，否則只守住仙霞嶺分水關及杉關，無事可偏安，有事就會像南宋在碙州、厓山滅亡；唯無人聽取他的意見。他又提出當時招募義兵約二十萬人，糧餉不足，應該進取行動，不要空留等待；朝中也沒人採納。不久，盛國政看到鄭芝龍無心戰守，就退下退歎息時勢不允許他行動，改行鑄釜。隆武二年（1646年），清朝將領博洛攻入福建，看重他的名氣，打算招攬，他拒絕不應。金礪向他提出利害，他說：「我只差一死，你們脅迫我，以為我不敢死嗎！」三十年後逝世。

## 引用
1. 1 2  錢海岳《南明史·卷四十九·列傳第二十五》：盛國政，字寰宇，紹興山陰人。虎項駢脅，身長八尺。少走宣、大，通兵法，精騎射。崇禎十三年武進士第三，授閩撫後營守備。張肯堂能之，遷延平參將。十七年，移杉關。汀州大帽山簾子洞閻王、豬婆亂，于華玉倡撫，益橫。肯堂命討之，射殺豬婆，賊散，縛閻王以獻。乃平簾子洞，藉其金帛充賦，罷二省兵，擢福寧總兵。
2. ↑  錢海岳《南明史·卷四十九·列傳第二十五》：安宗立，以兵至南京，馬士英沮之。紹宗入閩，國政謂當稱監國，俟出關正號。紹宗卒建號而官不進。及議戰守，請出衢、信，以號召三吳、江右。如畫地而守，自仙霞分水、杉關二渡關外，不啻百處，非一丸泥可封，備多分力，一處疏虞，各屯皆潰。無事則無諸、王潮偏安之策，有變則碙州、厓山之覆矣。眾不聽。
3. ↑  錢海岳《南明史·卷四十九·列傳第二十五》：又議曰：「計見兵義團召募約二十萬人，月餉一兩，待明春進取。今年秋冬，更需餉百萬，尚不足，此為坐而自盡，況虜乘勝遠鬭。其來不緩，豈容姑待。」不聽。見鄭芝龍無心戰守，乃退而嘆曰：「時事不可為矣。」即鑄釜為業。博雒入閩，重其名，招致不應。金礪諷以利害，曰：「所欠一死，必相迫，豈以為真不能死哉！」後三十年乃卒。